# Poilcourt-Sydney
 Poilcourt-Sydney  es una comuna y población de Francia, en la región de Champaña-Ardenas, departamento de Ardenas, en el distrito de Rethel y cantón de Asfeld.
Su población en el censo de 1999 era de 150 habitantes.
Está integrada en la Communauté de communes de l’Asfeldois .

## Demografía
| 178 | 174 | 165 | 155 | 150 | 150 |
| Para los censos de 1962 a 1999 la población legal corresponde a la población sin duplicidades (Fuente: INSEE [Consultar]) |     |     |     |     |     |